# Wyspa Króla Williama
Wyspa Króla Williama (ang. King William Island, fr. Île du Roi-Guillaume, inuktitut: Qikiqtaq) – wyspa na Oceanie Arktycznym, wchodząca w skład Archipelagu Arktycznego. Administracyjnie należy do Kanady i wchodzi w skład terytorium Nunavut. Jej powierzchnia wynosi 13 111 km². Według spisu powszechnego z 2001 roku wyspa liczy 960 stałych mieszkańców. 
Wyspa została nazwana na cześć króla Wielkiej Brytanii, Wilhelma IV Hanowerskiego w 1830 roku przez Johna Rossa. Wiele z polarnych ekspedycji szukających Przejścia Północno-Zachodniego, w tym zaginiona ekspedycja Franklina, spędzało zimę na wyspie. W 1903 norweski podróżnik Roald Amundsen, poszukując Przejścia Północno-Zachodniego, przepłynąwszy przez cieśninę Jamesa Rossa, zatrzymał się na południowym wybrzeżu wyspy, w miejscu uformowanym przez naturę w naturalną przystań. Nie mogąc kontynuować podróży, ze względu na pokryte lodem morze, spędził tu zimy przełomów lat 1903/1904 i  1904/1905. Nauczył się wtedy, od tubylczej ludności Inuickiej, sztuki przetrwania w warunkach arktycznych. Wiedza ta okazała się bezcenna w późniejszych wyprawach w głąb Arktyki. Używając swojego statku „Gjøa” jako bazy, wyruszył z ekspedycją w lecie 1904 roku i dotarł do północnego bieguna magnetycznego. Roald Amundsen ostatecznie opuścił wyspę w sierpniu 1905 roku, po 22 miesiącach od czasu pierwszego przybycia. Jedyna osada na wyspie, Gjoa Haven, znajduje się nad przystanią, w której zimował Amundsen.